# Liste der portugiesischen Musikpreise
Verschiedene Musikpreise werden in Portugal vergeben. Es sind teils reine Musikpreise, teils zeichnen sie Verdienste in mehreren Kulturbereichen aus, darunter auch Musik.
Eine Reihe Preise vergibt die portugiesische Sociedade Portuguesa de Autores (SPA), die als Verwertungsgesellschaft über die Beachtung des Urheberrechts in Portugal wacht. Mit ihren Preisen will sie auch die portugiesischen Künstler bei ihrer Arbeit und damit der Schaffung sowohl erfolgreicher als auch qualitativ dauerhaft relevanter Werke unterstützen. Sie vergibt einzelne eigene Preise in mehreren Kategorien, neben Literatur und Film vor allem im Bereich Musik, wobei ihr wohl bedeutendster Preis, der Prémio Autores, seinerseits in mehreren Kategorien vergeben wird.
Der Prémio Autores wird, wie die Globos de Ouro und die Play - Prémios da Música Portuguesa, in einer prominent moderierten und medial begleiteten Gala überreicht. Diese drei Preise können dank dieser gesellschaftlichen Aufmerksamkeit damit auch als die bekanntesten portugiesischen Musikpreise gelten. Daneben genießt auch der Prémio José Afonso Wertschätzung unter den Musikschaffenden des Landes.
Nicht aufgeführt sind Verleihungen, bei denen zwar auch portugiesische Künstler geehrt werden (etwa der Latin Grammy oder der Preis der deutschen Schallplattenkritik) oder die auch schon in Portugal stattfanden (etwa die MTV Europe Music Awards), die aber nicht originär in Portugal bzw. von portugiesischen Organisationen ausgerichtet werden.
Ehemalige, aber relevante Musikpreise sind kursiv aufgeführt.
Diese Liste ist alphabetisch sortiert und erhebt keinen Anspruch auf Vollständigkeit. 

## In Portugal vergebene Musikpreise
| Name                                      | Erstvergabe | Hintergrund |
| ----------------------------------------- | ----------- | --- |
| Globo de Ouro                             | 1996        | Preis in Kategorien für Musik, Kino, Theater und Mode, mit hoher medialer Aufmerksamkeit. |
| Play - Prémios da Música Portuguesa       | 2019        | Der Musiker- und Labelverband PassMúsica zeichnet jährlich besonders erfolgreiche Musikschaffende in zahlreichen Kategorien aus, in einer vom Sender RTP übertragenen Gala und mit Vodafone als Sponsor. |
| Prémio Autores                            | 2010        | In verschiedenen Kategorien vergebene Auszeichnungen der SPA, neben Musik auch in den Kategorien visuelle Kunst, Film, Tanz, Literatur, Musik, Radio, Theater und Fernsehen. |
| Prémio Blitz                              | 1994        | Die Musikzeitung Blitz vergab von 1994 bis 2001 Preise in Kategorien wie weibliche und männliche Stimme, Künstler des Jahres, Album des Jahres, Gruppe des Jahres, Neuentdeckung und Lebenswerk. 2017 wurde die Zeitung eingestellt. |
| Prémio Bordalo                            | 1962        | Preis des Presseverbandes Casa da Imprensa in zahlreichen Kategorien, darunter die Musikkategorien Fado, ernste Musik und Unterhaltungsmusik. 1962 als "Óscares" da Imprensa gegründet, seit 1963 Prémios da Imprensa betitelt, trägt er seit 1991 den heutigen Titel, der nach den Künstlerbrüdern Columbano Bordalo Pinheiro und Rafael Bordalo Pinheiro benannt ist. Seit 2001 wird der Preis nicht mehr vergeben. |
| Prémio Carlos Paredes                     | 2003        | Nach Carlos Paredes, dem Meister der portugiesischen Gitarre benannter, jährlich von der Stadtverwaltung Vila Franca de Xira vergebener und mit 2.500 Euto dotierter Preis für eine innovative Veröffentlichung populärer portugiesischer Musik aus dem Vorjahr oder dem laufenden Jahr. |
| Prémio de Composição Francisco de Lacerda | 2022        | Dem Komponisten und Dirigenten Francisco de Lacerda gewidmeter Preis für neue Kompositionen klassischer Musik, mit jährlich 7.500 Euro dotiert und vom Kulturverein Associação Francisco de Lacerda und der Stiftung der Bank Millennium BCP vergeben. |
| Prémio de Composição Lopes Graça          | 1995        | Dem Komponisten Fernando Lopes-Graça gewidmeter Preis, offiziell Prémio Internacional Fernando Lopes-Graça de Composição, für Kompositionen klassischer Musik, von der Stadt Cascais vergeben und mit 1.500 Euro prämiert. |
| Prémio de Composição SPA / Antena 2       | 2012        | Preis der SPA für junge Komponisten klassischer Musik, vergeben in Kooperation mit dem Kulturradiosender Antena 2. Mit 1.500 (erster Platz) und 750 Euro (zweiter Platz) dotiert, der Sieger erhält zudem ein Auslandsstipendium der Gulbenkian-Stiftung. |
| Prémio de Consagração de Carreira da SPA  | 1995        | Auszeichnung für das Lebenswerk eines Künstlers, darunter oft Musiker. |
| Prémio José Afonso                        | 1988        | Auszeichnungen der Stadtverwaltung Amadora für ein Album im Geiste José Afonsos, mit 5.000 Euro dotiert. |
| Prémio José da Ponte                      | 2015        | Auszeichnung der SPA für erfolgreiche Nachwuchskünstler, mit 1.500 Euro dotiert und nach Zé da Ponte benannt, einem 2015 verstorbenen Komponisten und Bassisten, der auch für die SPA tätig war. |
| Prémio Pedro Osório                       | 2011        | Auszeichnung der SPA für ein Werk eines portugiesischen Komponisten, mit 2.000 Euro dotiert. |
| Prémio Vida e Obra da SPA                 | (2009?)     | Preis der SPA für das Lebenswerk eines Künstlers, darunter auch Musik. |